# Zotes del Páramo
Zotes del Páramo è un comune spagnolo di 626 abitanti situato nella comunità autonoma di Castiglia e León.